# NGC 4394
NGC 4394 este o galaxie spirală situată în constelația Părul Berenicei. A fost descoperită în 14 martie 1784 de către William Herschel. Se află la o distanță de 16,5 megaparseci de Pământ.